# Barley (Hertfordshire)
Pour les articles homonymes, voir Barley.
Barley est un village et une paroisse civile du Hertfordshire, en Angleterre. Il est situé dans le nord-est du comté, sur la route qui relie les villes de Royston et Saffron Walden. Administrativement, il relève du district du North Hertfordshire. Au recensement de 2011, il comptait 662 habitants.

## Étymologie
Bien que barley désigne l'orge en anglais moderne, ce n'est pas l'origine du nom du village. Il provient probablement d'un nom d'homme, *Bera ou *Beora, avec le suffixe lēah désignant une clairière, soit « la clairière de Be(o)ra ». Il est attesté sous les formes Beranlei au milieu du XIe siècle et Berlai dans le Domesday Book, à la fin du XIe siècle.